# Argyresthia goedartella
Argyresthia goedartella là một loài bướm đêm thuộc họ Yponomeutidae. Nó được tìm thấy ở châu Âu và Bắc Mỹ.
Sải cánh dài 10–13 mm. Con trưởng thành bay từ tháng 5 đến tháng 10. .
Ấu trùng ăn bạch dương và Alnus glutinosa.

## Hình ảnh

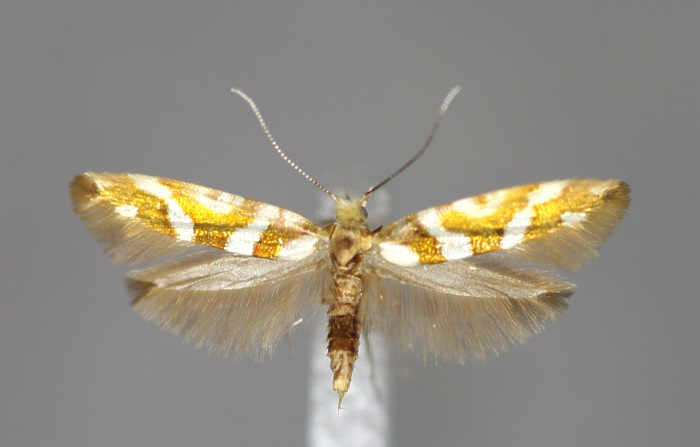
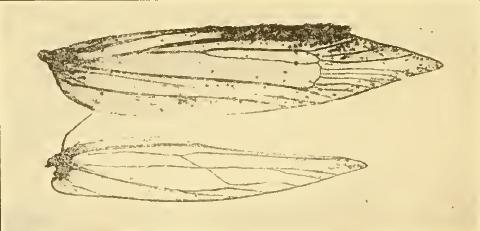
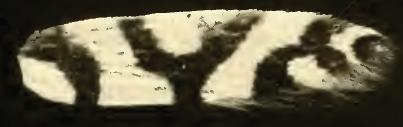
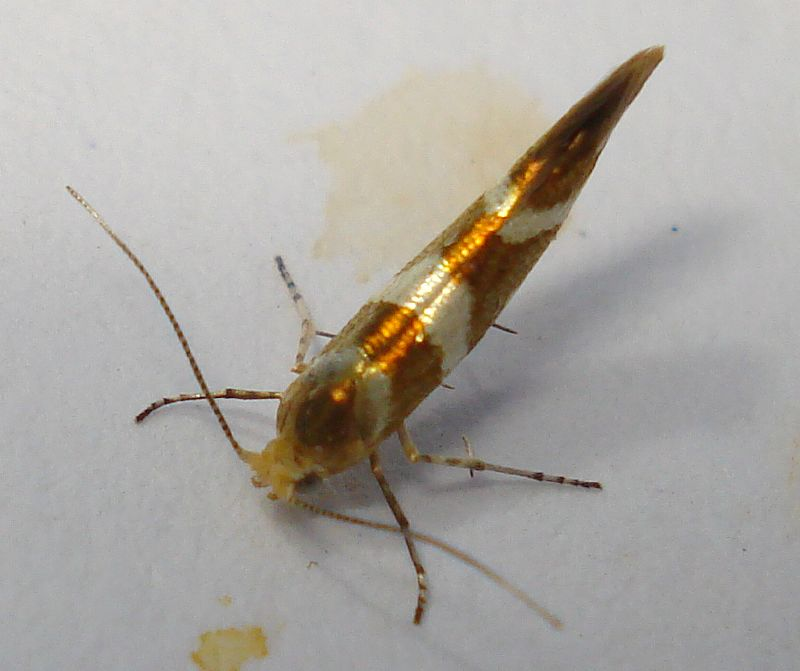